# Fróði Benjaminsen
Fróði Benjaminsen (ur. 14 grudnia 1977 w Toftir na Wyspach Owczych) – farerski piłkarz występujący na pozycji pomocnika w klubie HB Tórshavn oraz w reprezentacji Wysp Owczych. Nie jest profesjonalnym piłkarzem, wykonuje zawód cieśli.

## Kariera klubowa
Karierę Benjaminsen rozpoczynał w klubie ze swojego rodzinnego miasta - B68 Toftir. Początkowo grał w drugim składzie, jednak 6 sierpnia 1994 roku zadebiutował w pierwszym składzie w przegranym 0:7 meczu przeciwko GÍ Gøta. Łącznie wystąpił w dwustu jeden meczach i zdobył pięćdziesiąt trzy bramki, z których pierwszą w wygranym 4:1 meczu Pucharu Wysp Owczych 1996, 8 kwietnia, przeciwko Royn Hvalba. Jego klub zajął najwyżej trzecie miejsce w czasie gry Fróðiego, w sezonie: 1994, 1995, 2000, 2001 oraz 2003. Benjaminsen w 2001 roku zdobył tytuł Piłkarza Roku.
W 2004 roku przeniósł się do islandzkiego Fram. Zagrał w nim w szesnastu meczach i zdobył trzy bramki. Jego klub zajął ósme miejsce w tabeli.
Po jednym sezonie zdecydował się powrócić na Wyspy Owcze, gdzie dołączył do składu B36 Tórshavn. Już w pierwszym sezonie jego klub zdobył mistrzostwo archipelagu. Benjaminsen zagrał dla drużyny w osiemdziesięciu dziewięciu meczach, a zadebiutował 20 marca w meczu Pucharu Wysp Owczych 2005 ze Skála ÍF, przegranym po rzutach karnych. Pierwszego gola strzelił również w meczu przeciwko Skála ÍF, zremisowanym 2:2, a później strzelał dla drużyny jeszcze dwadzieścia osiem razy. Jedną z nich był gol w ramach rozgrywek Atlantic Cup w zremisowanym 2:2 meczu przeciwko Hafnarfjarðar. W czasie gry w B36 prócz mistrzostwa zdobył także Puchar Wysp Owczych (2006).
W 2008 roku Fróði Benjaminsen przeszedł do drugiego stołecznego klubu HB Tórshavn. Zadebiutował 22 marca 2008 roku w wygranym 3:2 meczu Pucharu Wysp Owczych 2008 przeciwko ÍF Fuglafjørður. Dotychczas zagrał dla klubu w dwustu sześćdziesięciu czterech spotkaniach. Pierwszą bramkę strzelił 13 kwietnia w meczu z B71 Sandoy (3:0). Później strzelał jeszcze osiemdziesiąt sześć razy, w tym dwa w ramach rozgrywek Ligi Mistrzów. Jego klub zdobył trzykrotnie tytuł mistrza archipelagu (2009, 2010 oraz 2013), w tych samych latach zostając także Piłkarzem Roku.

## Kariera reprezentacyjna
Pierwszym meczem, który Benjaminsen rozegrał w barwach swojego kraju było spotkanie kadry U-19 przeciwko Niemcom, zakończone wynikiem 8:0. Później zagrał jeszcze w trzech meczach, nie zdobywając żadnej bramki.
W reprezentacji Wysp Owczych Benjaminsen zadebiutował 18 sierpnia 1999 roku w spotkaniu towarzyskim przeciwko Islandii (0:1). Do chwili obecnej rozegrał w kadrze 90 meczów, co sprawia, że obecnie zagrał ich najwięcej w historii reprezentacji. Swoją pierwszą bramkę w drużynie narodowej zdobył 21 sierpnia 2002 w wygranym 3:1 towarzyskim meczu z Liechtensteinem, a później strzelił ich jeszcze pięć.

## Sukcesy

### Klubowe
B36 Tórshavn
- Mistrzostwo Wysp Owczych (1x): 2005
- Puchar Wysp Owczych (1x): 2006
- Superpuchar Wysp Owczych (1x): 2007

HB Tórshavn
- Mistrzostwo Wysp Owczych (3x): 2009, 2010, 2013
- Superpuchar Wysp Owczych (2x): 2009, 2010

### Indywidualne
B68 Toftir
- Piłkarz Roku (1x): 2001

HB Tórshavn
- Piłkarz Roku (3x): 2009, 2010, 2013